# میروسواف ریباچفسکی
میروسواف ریباچفسکی (انگلیسی: Mirosław Rybaczewski؛ زادهٔ ۸ ژوئیهٔ ۱۹۵۲) بازیکن والیبال اهل لهستان بود.